# Вокзальна площа (Дніпро)
У Вікіпедії є статті про інші площі з назвою Вокзальна площа
Вокза́льна пло́ща — одна з площ міста Дніпра, між Головним залізничним вокзалом, вулицею Курчатова, проспектом Дмитра Яворницького та безіменним проїздом до Старомостової площі.

## Історія
Первинну назву площа перед головним залізничним вокзалом Дніпра отримала — площа Петровського, на честь радянського державного й політичного діяча Григорія Петровського у 1976 році, під час святкування 200-річчя міста. Оскільки Григорій Петровський був одним із організаторів Голодомору 1932—1933 років. Сучасна споруда залізничного вокзалу була збудована у 1946—1951 роках, а офіційне відкриття відбулося 23 листопада 1951 року.
У травні-липні 2003 року проведено реконструкцію будівлі та Вокзальної площі, що було присвячено запуску поїзда «Столичний експрес».
26 листопада 2015 року, на виконання Закону України «Про засудження комуністичного та націонал-соціалістичного (нацистського) тоталітарних режимів в Україні та заборону пропаганди їхньої символіки», з урахуванням рекомендацій Українського інституту національної пам'яті, розпорядженням міського голови № 897-р  відбулося перейменування площі Петровського на Вокзальну площу.

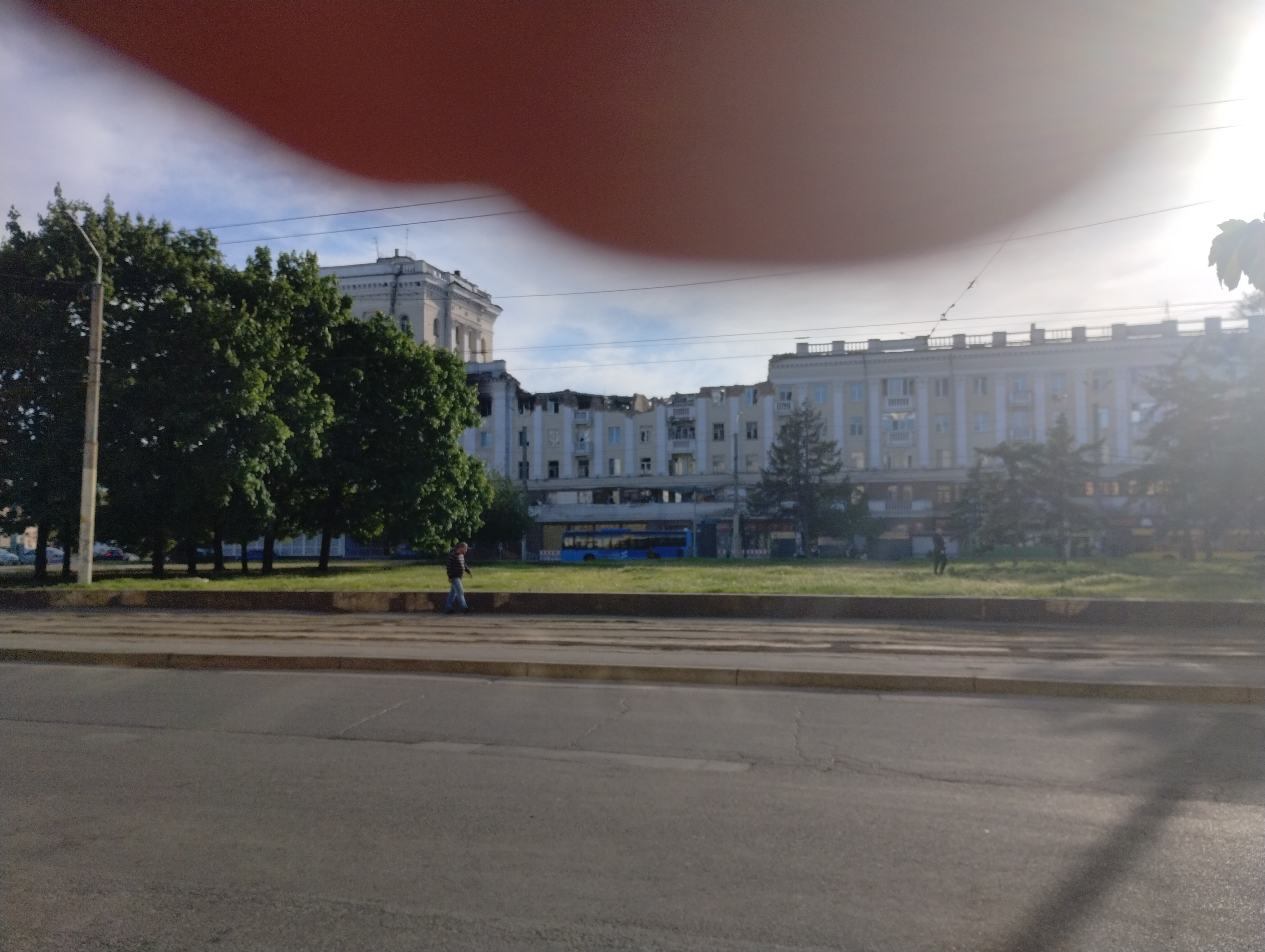
Зруйнований ракетною атакою будинок N 2

19 квітня 2024 року, вранці, російські окупанти здійснили цілеспрямований масований обстріл цивільних інфраструктурних об'єктів «Укрзалізниці» в Дніпрі та області, частково була зруйнована п'ятиповерхівка на Вокзальній площі, що призвело до загибелі та пораненню людей.

## Забудова
Уся забудова на площі була зведена після Другої світової війни та складається із п'яти-шестиповерхових будинків. Основний комплекс площі становлять три будівлі. Окрім них, на площі також збудовані два торговельних центри.
На Вокзальній площі деякий час був розташований пам'ятник Петровському (автори художник К. І. Чеканева та архітектор В. Г. Сотникова). У 2015 році його планувалося прибрати з площі. 29 січня 2016 року його було демонтовано. Акція, за словами організаторів, була приурочена до Дня пам'яті Героїв Крут. Вона відбулась у присутності сотень жителів міста.

## Транспорт
На площі облаштований вихід з кінцевої станції Дніпровського метрополітену «Вокзальна», також на ній облаштовано розворотне кільце трамвайних маршрутів № 1, 11, 14, 15 та тролейбусного маршруту № Б, 5.
Залізничний вокзал Дніпро-Головний розташований за адресою: Вокзальна площа, 11.